# Leon Korwin-Mikucki
Leon Korwin-Mikucki (ur. 22 stycznia 1867 w Stanisławowie, zm. 8 października 1920 w Krakowie) – polski inżynier mechanik, współtwórca przemysłu naftowego, autor wielu konstrukcji maszynowych, wiertnik.
Po ukończeniu gimnazjum św. Anny w Krakowie wyjechał do Wiednia, gdzie studiował na tamtejszej politechnice. Następnie przeniósł się do Lwowa, gdzie kontynuował naukę na Politechnice Lwowskiej pod kierunkiem prof. Leona Syroczyńskiego. Po obronie dyplomu pozostał na uczelni jako asystent prof. Bogdana Maryniaka w Katedrze Budowy Maszyn. W 1891 wyjechał do Bóbrki, gdzie odbył praktykę wiertniczą. Pracę kierownika prac wiertniczych rozpoczął w Turaszówce, a następnie kontynuował dla firm "Franto" i "Naphta" w Gorlicach, Krygu, Jaszczwi i Ropicy. W 1900 przeniósł się do Borysławia, gdzie zawiązał spółkę "Mikucki Perutz" i prowadził prace wiertnicze w kopalni "Feiler". W późniejszym czasie był organizatorem Towarzystwa Akcyjnego "Montan", w 1910 przeszedł do Galicyjskiego Karpackiego Naftowego Towarzystwa Akcyjnego. Opracował korbę wiertniczą o zmiennym tłoku, popuszczadło wiertnicze w ryglu. 